# Pachystroma longifolium
Pachystroma es un género monotípico de plantas con flores perteneciente a la familia Euphorbiaceae y el único género de su tribu (Pachystromateae). Su única especie: Pachystroma longifolium es originaria de Bolivia y Brasil donde se encuentra en la Caatinga y la Mata Atlántica.distribuida por Bahia, Minas Gerais, São Paulo, Paraná, Santa Catarina y Rio Grande do Sul.

## Taxonomía
Pachystroma longifolium fue descrita por (Nees) I.M.Johnst. y publicado en Contributions from the Gray Herbarium of Harvard University 68: 90. 1923.
Sinonimia
- Acantholoma spinosum Baill.
- Ilex longifolia Nees
- Pachystroma castaneifolium Klotzsch ex Pax
- Pachystroma ilicifolium Müll.Arg.
- Pachystroma ilicifolium var. ellipticum Müll.Arg.
- Pachystroma ilicifolium var. heterophyllum Müll.Arg.
- Pachystroma ilicifolium var. longifolium (Nees) Müll.Arg.
- Pachystroma ilicifolium var. subintegrum Müll.Arg.
- Pachystroma longifolium var. ellipticum (Müll.Arg.) L.B.Sm. & Downs